# エンリケ・ペラルタ・アスルディア

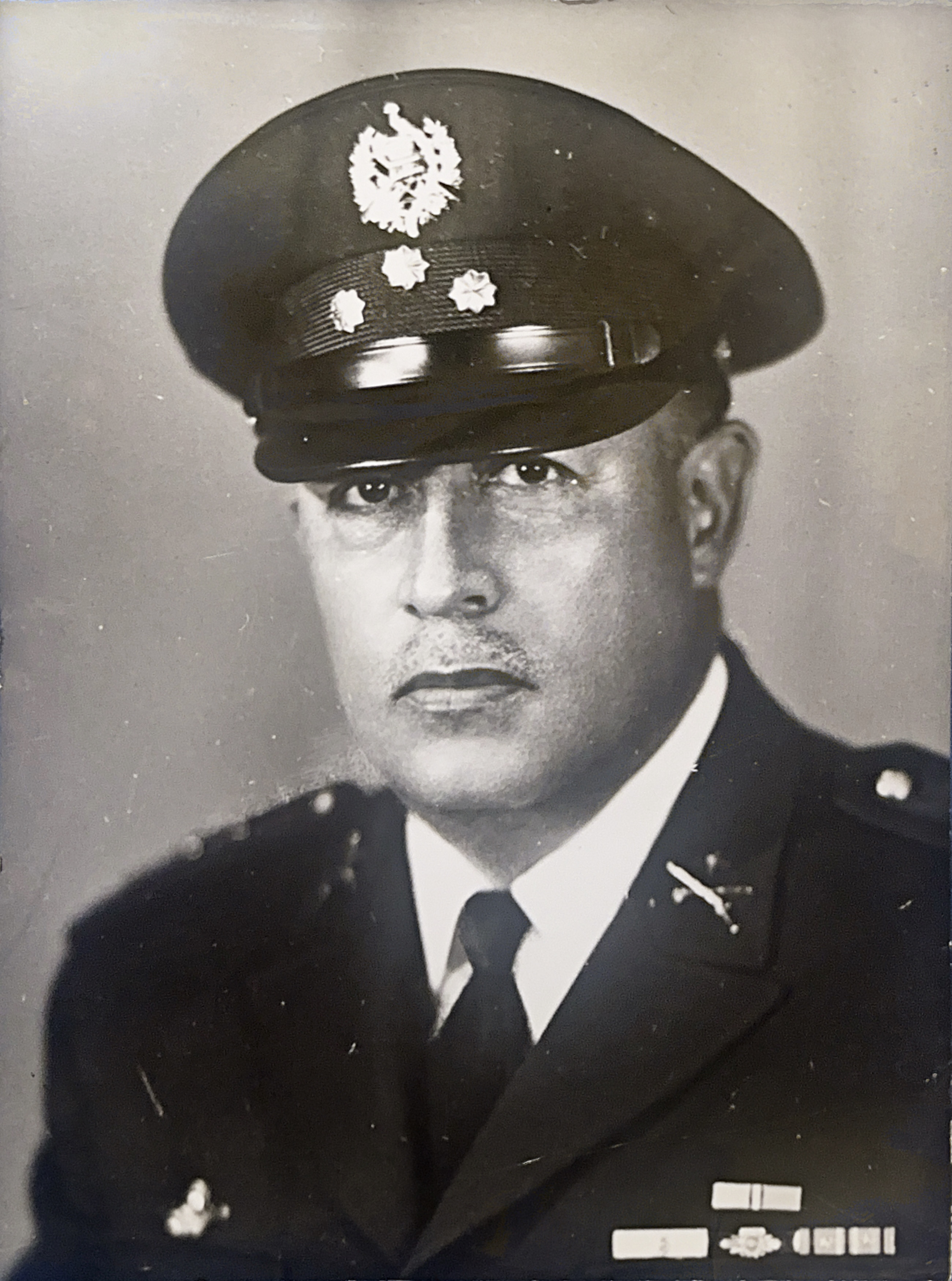
公式の肖像

アルフレド・エンリケ・ペラルタ・アスルディア（Alfredo Enrique Peralta Azurdia、1908年6月17日 - 1997年2月18日）は、グアテマラの軍人、政治家。1963年にクーデターを起こし、1963年から1966年までグアテマラの大統領をつとめた。

## 生涯
ペラルタはグアテマラシティに生まれ、1926年にグアテマラ国軍に入った。はじめ各国の大使館づき武官をつとめ、1940-1950年代にはキューバ、エルサルバドル、コスタリカなどに大使として赴任した。
ミゲル・イディゴラス・フエンテス大統領の下で1959年から1960年まで農政相、1961年から1963年まで防衛相をつとめている。階級は大佐にのぼった。

### 大統領
1963年3月末、グアテマラ革命時の大統領であるフアン・ホセ・アレバロがその年の選挙のために帰国したと報道されると、彼が大統領として再選されることを恐れたペラルタはクーデターを起こして選挙を中止した。ペラルタは非常事態宣言を発して憲法の停止、議会の解散、政治活動の禁止などを実行した。
1964年3月末をもってペラルタは非常事態宣言を解除した。新たな憲法を制定するため、1965年に制憲議会を招集したが、右派の国民解放運動(MLN)とアレバロ派の革命党(PR)のみが代表を出すことができた。1965年9月に新憲法が承認された。新憲法では新しい政党が承認されるには5万人の党員の一覧が必要とされた。
メキシコの与党である制度的革命党(PRI)を模倣した制度的民主党( (Institutional Democratic Party) , PID)をペラルタは設立した。
1966年3月の大統領選挙では制度的民主党・国民解放運動・革命党の3党のみが参加を認められたが、革命党のフリオ・セサル・メンデス・モンテネグロが制度的民主党の候補を破って当選した (1966 Guatemalan general election) 。ペラルタは7月1日に大統領の職をメンデス・モンテネグロに渡した。

### 晩年
1978年3月の大統領選挙でペラルタは国民解放運動から候補として出馬したが、僅差でロメオ・ルカス・ガルシアに敗れた (1978 Guatemalan general election) 。その後ペラルタはアメリカ合衆国のマイアミに住んだ。